# Ушкомей
Ушкоме́й (каз. Үшкөмей) — село у складі Каратальського району Жетисуської області Казахстану. Входить до складу Уштобинської міської адміністрації.
До 2006 року село називалось Приморець.
Населення — 193 особи (2021; 293 у 2009, 232 у 1999, 247 у 1989).